# Rio Sangha
O Rio Sangha é um rio da África Central com 785 km a 790 km de extensão (só o rio) ou, em conjunto com o Kadei, 1300 km. Flui da República Centro-Africana através dos Camarões, desaguando no rio Congo..
Nasce na República Centro-Africana perto da pequena cidade de Nola (29.181 hab. em 2003), pela confluência de dois longos rios, o rio Kadei (que nasce nos Camarões) e o rio Mambéré (que nasce na República Centro-Africana). O Sangha encaminha-se para a direção sul, e depois de passar pelas pequenas localidades de Sango, Bayanga e Lidjombo, chega a um troço em que forma fronteira natural: primeiro, um curto trecho até chegar a Bomassa, entre Camarões e República Centro-Africana; e depois outro trecho, também curto, entre Camarões e República do Congo, que finaliza ao receber pela direita o seu principal afluente, o rio Ngoko, perto da cidade de Ouesso, pequena cidade congolesa com 24.300 hab. (em 2005), capital da região de Sangha e unida a Brazzaville por ferry e um pequeno aeródromo.
Segue na direção sul-sudeste, entrando no Congo e correndo por uma área de floresta pantanosa até chegar ao rio Congo, a montante de Loukefela.
O rio corre em grande parte através de floresta umbrófila, a ecorregião da floresta do oeste do Congo.
O Sangha é usado para o transporte fluvial de troncos de madeira das explorações florestais na bacia do Congo para Brazzaville.
Na era colonial dos mineiros de diamantes franceses, um crânio humano datado de cerca de 1 milhão de anos foi encontrado nas margens do rio, indicando que a selva congolesa já foi uma savana habitada.
O rio Sangha River é uma ecorregião da África, cujas zonas húmidas nos Camarões são um sítio Ramsar.